# 樋口紀子 (牧師)
樋口 紀子（ひぐち のりこ、1958年 - ）は、牧師、学校法人梅光学院理事長、梅光学院大学学長。専門はキリスト教倫理を中心に、神学、アイルランド文学、教育学

## 経歴
福岡県北九州市出身。地元のミッションスクール・西南女学院高校を経て、1982年に梅光女学院大学文学部英米文学科を卒業後、学校法人折尾女子学園の嘱託職員となり、1983年には折尾女子学園中学・高等学校の非常勤講師も務めた。1984年9月、アメリカ合衆国のアズサ・パシフィック大学大学院修士課程英語教授法コースに留学。帰国後、1986年から折尾女子経済短期大学などの非常勤講師を務めながら、梅光女学院大学大学院文学研究科英米文学専攻に学び、1993年に修士課程を修了した。1999年に梅光女学院大学短期大学部英米文学科助教授となり、翌年教授に昇任した。この頃、通信教育で九州バプテスト神学校に学び、2000年に本科（通信制）を卒業して、2002年に独立折尾キリスト教堀川教会（後の単立折尾クリスチャン・ チャーチ）牧師となり、梅光学院大学では宗教主任となって2012年まで務めた。2003年には九州バプテスト神学校専攻科（通信制）を卒業した。2005年に学校法人梅光学院理事・評議員となった。2006年には改組により、国際言語文化学部教授に転じた。2012年に梅光学院大学にとって初めての女性学長、2018年には学院長となった。また、梅光学院中学校・高等学校校長および梅光学院幼稚園の副園長を兼ねている。2021年8月、学校法人梅光学院の学院長の職を退き、理事長に就任。このほか、山口県県民活動審議会会長、NPOシンフォニーネット理事、高齢社会をよくする下関女性の会顧問などを歴任している。